# Finschhafen

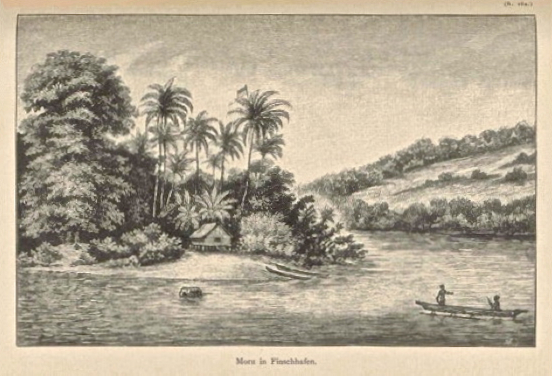
Moru in Finschhafen 1884-1885. Tekening gemaakt door Otto Finsch.

Finschhafen is een plaats in Papoea-Nieuw-Guinea. De plaats ligt 80 kilometer ten oosten van Lae in de provincie Morobe. De naam van de plaats wordt vaak verkeerd gespeld als  Finschafen of Finschaven en tijdens de Tweede Wereldoorlog in Azië door de United States Navy als  Fitch Haven.
Van de oorspronkelijk nederzetting bestaat er alleen nog een gebouw van de Lutherse zending. De naam Finschhafen wordt vooral gebruikt als aanduiding voor het District Finschhafen dat bestaat uit een serie van plaatsen langs de kust. Hiervan is de belangrijkste nederzetting Gagidu Station. Zuidelijk hiervan ligt de kleine luchthaven Finschhafen Airport (IATA-luchthavencode: FIN).

## Geschiedenis
Het gebied werd  in 1873–74 door de Britse zeevaarder kapitein  John Moresby in kaart gebracht.
De plaats werd in 1884 door de Duitse natuuronderzoeker en ontdekkingsreiziger Otto Finsch beschreven en naar hem genoemd. In 1885 werd de plaats gesticht als onderdeel van Duits-Nieuw-Guinea, een van de koloniën  van het Duitse Rijk in Oceanië. Twee jaar later vestigde zich daar planters en zendelingen van de Lutherse zending. In 1891 werd de plaats ontruimd door een malaria-epidemie. In 1894 werd het gebied weer ingenomen en door de Duitsers geclaimd. Tot aan de Tweede Wereldoorlog bleef het een belangrijke zendingspost van de Lutherse zending.
Op 10 maart 1942 werd Finschhafen ingenomen door het Japanse Keizerlijke Leger en op 2 oktober 1943 werd de plaats tijdens een militaire campagne op het Huonschiereiland door de Australische strijdkrachten terugveroverd.